# Ligue mondiale de volley-ball 2004
Navigation
Édition précédente Édition suivante
La Ligue mondiale 2004 s'est déroulée du 4 juin au 18 juillet 2004.

## Tour intercontinental

### Poule A
| Équipes  | Pts | Joués | Gagnés | Perdus | SP | SC |
| Brésil   | 24  | 12    | 12     | 0      | 36 | 6  |
| Grèce    | 17  | 12    | 5      | 7      | 22 | 25 |
| Espagne  | 16  | 12    | 4      | 8      | 19 | 26 |
| Portugal | 15  | 12    | 3      | 9      | 12 | 32 |

### Poule B
| Équipes  | Pts | Joués | Gagnés | Perdus | SP | SC |
| Bulgarie | 21  | 12    | 9      | 3      | 31 | 13 |
| France   | 21  | 12    | 9      | 3      | 29 | 17 |
| Pologne  | 18  | 12    | 5      | 7      | 22 | 24 |
| Japon    | 12  | 12    | 0      | 12     | 8  | 36 |

### Poule C
| Équipes              | Pts | Joués | Gagnés | Perdus | SP | SC |
| Serbie-et-Monténégro | 22  | 12    | 10     | 2      | 34 | 14 |
| Italie               | 19  | 12    | 7      | 5      | 27 | 19 |
| Cuba                 | 16  | 12    | 4      | 8      | 18 | 29 |
| Chine                | 15  | 12    | 3      | 9      | 14 | 31 |

## Final FourRomeItalie
- Italie 3-0  Serbie-et-Monténégro (25-18 25-22 25-23)
- Brésil 3-1  Bulgarie (25-17 32-30 18-25 25-21)

### Demi-finales
- Brésil 3-0  Serbie-et-Monténégro (25-23 32-30 25-20)
- Italie 3-0  Bulgarie (25-21 25-18 25-21)

### Match pour la3eplace
- Serbie-et-Monténégro 3-1  Bulgarie (25-23 25-19 25-20)

### Finale
- Brésil 3-1  Italie (27-25 25-19 25-27 25-17)

## Classement final
| Place              | Équipe               |
| ------------------ | -------------------- |
| Médaille d'or      | Brésil               |
| Médaille d'argent  | Italie               |
| Médaille de bronze | Serbie-et-Monténégro |
| 4                  | Bulgarie             |
| 5                  | France               |
| 6                  | Grèce                |
| 7                  | Cuba                 |
| 8                  | Pologne              |
| 8                  | Espagne              |
| 10                 | Chine                |
| 10                 | Japon                |
| 10                 | Portugal             |

## Distinctions individuelles
- MVP : Andrea Sartoretti  Italie
- Meilleur attaquant : Samuele Papi  Italie
- Meilleur central : Luigi Mastrangelo  Italie
- Meilleur serveur : Matej Kaziyski  Bulgarie
- Meilleur défenseur : Teodor Salparov  Bulgarie
- Meilleur passeur : Ricardo Garcia  Brésil
- Meilleur réceptionneur : Dante Amaral  Brésil